# Sean Horlor
Sean Horlor (nascut l'11 de gener de 1981) és un director de cinema, productor de cinema, poeta, actor, productor de televisió, columnista i blogger canadenc, que codirigeix amb Steve J. Adams sota la seva companyia de producció, Nootka St.

## Primers anys
Nascut a Edmonton, Alberta, Horlor va créixer a Victoria (Colúmbia Britànica). Té una llicenciatura en belles arts a la Universitat de Victoria.

## Carrera

### Escriptura
El 2003, Horlor va col·laborar amb el poeta de Vancouver Matt Rader i l'il·lustrador James Kingsley per publicar Our Mission, Our Moment a través de l'editorial de Rader, Mosquito Press. Un quadern enquadernat a mà, Our Mission, Our Moment conté vuit transposicions poètiques dels discursos de George W. Bush.
El seu poema "In Praise of Beauty" va guanyar el primer lloc de poesia a This Magazine Great Canadian Literary Hunt de 2006< i "St. Brendan and the Isle of Sheep" va ser Premi dels Editors de 2006 a la composició de poemes Arc Poetry Magazine.
La seva primera col·lecció de poesia, Made Beautiful by Use, va ser publicada per l'editorial Winnipeg Signature Editions l'any 2007. Editat pel poeta John Barton, la col·lecció es va descriure com "un conjunt sorprenent i, sí, bonic de reflexions sobre creences, sexe i poder". Va ser seleccionat per als Premis ReLit 2008..
La seva obra també va aparèixer al innovador Seminal: The Anthology of Canada’s Gay Male Poets (Arsenal Pulp Press, 2007), editat pels poetes Billeh Nickerson i John Barton.
Horlor també és un escriptor autònom. Ha escrit per a The Globe and Mail, the Vancouver Sun i Xtra! West.

### Treballs de televisió i cinema
El 2009, va ser el copresentador i co-creador de Don't Quit Your Gay Job, una sèrie de televisió de comèdia original canadenca en què Horlor i Rob Easton van provar diverses feines.
És cofundador i copropietari amb Steve J. Adams de Nootka St. Film Company. Adams i Horlor van dirigir conjuntament diversos curtmetratges, com ara Just the Tip (2012), Only One (2016), A Small Part of Me (2016), Angela (2016), Hunting Giants (2017), Brunch Queen (2018), The Day Don Died (2018) i Dear Reader (2021).
Horlor i Adams van estrenar el seu primer llargmetratge documental Someone Like Me al Hot Docs Canadian International Documentary Festival de 2021, on va guanyar un Rogers Audience Award i va acabar com a Top 5 del públic del festival. Produïda pel National Film Board of Canada, la pel·lícula segueix onze desconeguts de la comunitat LGBTQ de Vancouver més de quinze mesos després d'unir-se per ajudar un jove queer a escapar de la violència que amenaçava la vida a Uganda. Més tard va ser finalista del Millor pel·lícula de la Columbia Britànica als Premi del Cercle de Crítics de Cinema de Vancouver 2021, i una nominació al Premi DGC Allan King al millor documental als premis del Sindicat de Directors del Canadà de 2021.
El documental de 2023 Satan Wants You de Horlor i Adams analitza els orígens canadencs del pànic satànic moral d'Amèrica del Nord sobre presumptes cultes satànics i abusos rituals als anys vuitanta i principis dels noranta, en particular el bestseller desacreditat de 1980 Michelle Remembers.

## Filmografia
- Just The Tip (2012)
- Only One (2016)
- A Small Part of Me (2016)[16]
- Angela (2016)
- Hunting Giants (2017)
- Brunch Queen (2018)[9]
- The Day Don Died (2018)
- Dear Reader (2021)
- Someone Like Me (2021)
- Satan Wants You (2023)[15]